# Irlande aux Jeux olympiques d'hiver de 1992
Cet article contient des informations sur la participation et les résultats de l'Irlande aux Jeux olympiques d'hiver de 1992, qui ont eu lieu à Albertville en France. Il s'agit de la première participation du pays aux Jeux olympiques d'hiver avant de revenir 8 ans plus tard pour les Jeux de Nagano. 

## Résultats

### Bobsleigh
| Traîneau  | Athlètes                      | Épreuve    | Manche 1      | Manche 1 | Manche 2      | Manche 2 | Manche 3      | Manche 3 | Manche 4      | Manche 4 | Total         | Total |
| Traîneau  | Athlètes                      | Épreuve    | Temps         | Rang     | Temps         | Rang     | Temps         | Rang     | Temps         | Rang     | Temps         | Rang  |
| --------- | ----------------------------- | ---------- | ------------- | -------- | ------------- | -------- | ------------- | -------- | ------------- | -------- | ------------- | ----- |
| Irlande-1 | Pat McDonagh Terry McHugh     | Bob à deux | 1 min 02 s 39 | 32       | 1 min 03 s 03 | 35       | 1 min 02 s 44 | 29       | 1 min 03 s 07 | 34       | 4 min 10 s 93 | 32    |
| Irlande-2 | Gerry Macken Malachy Sheridan | Bob à deux | 1 min 03 s 19 | 40       | 1 min 03 s 42 | 38       | 1 min 03 s 45 | 39       | 1 min 03 s 42 | 37       | 4 min 13 s 48 | 38    |